# Navid Negahban
Navid Negahban, född 1968 i Mashhad i Iran, är en iransk-amerikansk skådespelare.
Negahban har flera gånger spelat terrorist i serier och filmer. Han spelade terrorist i nio avsnitt i 24 och har även den återkommande rollen som terroristledaren Abu Nazir i Homeland. 

## Filmografi
- 2002 – The Shield (TV-serie) (1 avsnitt)
- 2003 – På heder och samvete (TV-serie) (1 avsnitt)
- 2004 – Lost (TV-serie) (1 avsnitt)
- 2004 – Vita huset (TV-serie) (1 avsnitt)
- 2005–2010 – 24 (TV-serie) (9 avsnitt)
- 2005 – Over There (TV-serie) (1 avsnitt)
- 2006 – Alias (TV-serie) (1 avsnitt)
- 2006 – Brottskod: Försvunnen (TV-serie) (1 avsnitt)
- 2006 – Criminal Minds (TV-serie) (1 avsnitt)
- 2006 – I lagens namn (TV-serie) (1 avsnitt)
- 2006 – Las Vegas (TV-serie) (1 avsnitt)
- 2006 – The Closer (TV-serie) (2 avsnitt)
- 2006 – The Unit (TV-serie) (1 avsnitt)
- 2007 – Charlie Wilson's War
- 2007 – Law & Order: Special Victims Unit (TV-serie) (1 avsnitt)
- 2007 – NCIS (TV-serie) (1 avsnitt)
- 2007 – Shark (TV-serie) (1 avsnitt)
- 2008 – Soraya M.
- 2009 – Brothers
- 2009 – Powder Blue
- 2010 – CSI: Miami (TV-serie) (1 avsnitt)
- 2010 – NCIS: Los Angeles (TV-serie) (1 avsnitt)
- 2011 – Atlas Shrugged: Part I
- 2011–2012 – Homeland (TV-serie) (20 avsnitt)
- 2013 – Arrow (TV-serie) (1 avsnitt)
- 2013 – CSI: New York (TV-serie) (1 avsnitt)
- 2014 – American Sniper
- 2014 – Person of Interest (TV-serie) (1 avsnitt)
- 2014 – The Mentalist (TV-serie) (1 avsnitt)
- 2015 – Baba Joon
- 2015 – Veep (TV-serie) (1 avsnitt)
- 2017 – Curb Your Enthusiasm (TV-serie) (1 avsnitt)
- 2017 – Law & Order: Special Victims Unit (TV-serie) (1 avsnitt)
- 2019 – Aladdin
- 2020 – Castlevania (TV-serie) (röstroll, 10 avsnitt)
- 2022 – The Serpent Queen (TV-serie) (4 avsnitt)